# Sukkot
Sukkot (hebraisk: סוכות eller סֻכּוֹת, løvhytter) er en jødisk helligdag, der falder om efteråret, samtidig med høsten (og to uger efter Rosh Hashanah). Navnet refererer til de løvhytter, jøderne byggede og boede i under ørkenvandringen efter udgangen fra slaveriet i Egypten.

## Buddet om at holde sukkot
Helligdagen sukkot er beskrevet i Torah, og den varer 7 dage, med en efterfølgende 8. "uafhængig" dag, Shemini Atzeret. På denne dag fejres, at man har afsluttet Tora-læsningen, og man begynder så forfra. Dagen kaldes derfor også "glædesfesten over Toraen", Simchat Torah (uden for Israel er det dog to forskellige, men på hinanden følgende dage).

## Ritualer
I Torah står der, at alle jøder skal sidde i Sukkah (løvhytte) i de 7 dage, sukkotfesten varer, for

"i løvhytter var Israels børn bosat I deres udgang af Egyptens land"

Rabbinerne har fastlagt, at man skal "bo" i sukkah'en i 7 dage. Derved forstås, at man indtager måltider og sover i den. En sukkah er – som navnet siger – en mere eller mindre ikke permanent hytte, hvis tag kun består af gran eller løvgrene. Der er dog naturligvis huller mellem disse, således at man om natten kan ligge og se op til stjernerne. Det kan derfor være ganske koldt at bo i en sukkah, hvis man er jøde i Danmark, men i varmere lande fx Israel er det en fornøjelse.
Endvidere er man forpligtet til at tage fire vækster (palmegren, olivengren, myrtegren og citrusfrugten "etrog") og ryste på bestemt vis. Dette ritual kan synes meget mærkværdigt, men har altså sin begrundelse i Torah, hvorfor den er at regne som guddommelig.
- Wikimedia Commons har flere filer relateret til Sukkot

| Religion | Spire Denne religionsartikel er en spire som bør udbygges. Du er velkommen til at hjælpe Wikipedia ved at udvide den. |